# Дотком
Дотком (англ. dotcom, dot-com, также dot.com; от англ. .com; мн. число — доткомы) — термин, применяющийся по отношению к компании, основа бизнес-модели которой основывается на работе в рамках сети Интернет. Возник и получил распространение в конце 1990-х гг. в момент взрывного роста числа интернет-бизнес компаний. Термин произошёл от англ. dot-com («точка-ком») — домена верхнего уровня .com, в котором зарегистрированы преимущественно сайты коммерческих организаций.
Бурное развитие доткомов было связано с повышенным вниманием общества к новым возможностям, предоставляемым всемирной сетью. Для периода расцвета доткомов также весьма характерным являлась низкая стоимость привлечения заёмного и инвестиционного капитала для любых проектов, связанных с интернетом. Не в последнюю очередь именно это и повлекло за собой возникновение огромного количества фирм, которые, используя название сети «Интернет» как «магического заклинания», легко получали значительные инвестиции не только от венчурных фондов, но и от более традиционных финансовых институтов.
Условно считается, что бум доткомов закончился в марте 2000 года обвальным падением индекса NASDAQ и банкротством сотен компаний, порождённых «информационной экономикой» Кремниевой долины. Крах эпохи доткомов вызвал масштабный отток финансовых средств из интернет-сектора экономики и потерю доверия к данному типу бизнеса.

## Возрождение сетевого бизнеса
С 2004 года интернет-проекты начинают снова набирать силу, но уже на основе более взвешенных и продуманных стратегий. Немалую положительную роль в этом сыграло наличие ряда сформировавшихся бизнес-площадок и технологий, продолжавших эффективно работать, несмотря на всеобщий спад индустрии, а также весьма впечатляющее первичное публичное предложение компании Google.
В настоящее время, благодаря накопленному опыту и отлаженным системам, сетевой бизнес ничуть не уступает другим более «материальным» отраслям.